# Alma (Arkansas)
Alma – miasto w Stanach Zjednoczonych, w stanie Arkansas, w hrabstwie Crawford.